# Шульгин Яків Миколайович
Я́ків Микола́йович Шульги́н  (19 лютого [3 березня] 1851, Київ — 14 [27] листопада 1911, Київ) — український історик, педагог, громадсько-культурний діяч родом з Києва, співтворець культурного відродження України кінця XIX — початку XX століть.

## Життєпис
Народився 19 лютого (3 березня) 1851 року в Києві, у 1862—1868 роках навчався в 2-й київській гімназії, яку закінчив із золотою медаллю. У 1874 році закінчив історико-філологічний факультет Київського університету, учень Володимира Антоновича й Михайла Драгоманова, співредактор видання останнього («Громада»), на яке пожертвував свій спадок.
У Києві Шульгин був членом «Старої громади», викладачем київських й одеських гімназій. За національно-культурну діяльність 1879
році був заарештований і засланий на 4 роки на Сибір. Згодом працював у банку в Єлисаветграді. З 1899 року повернувся до Києва, де знову викладав історію в гімназіях, співпрацював у «Киевской старине», брав участь у видавництві «Вік». Шульгин був дійсним членом Наукового товариства імені Шевченка у Львові, членом Історичного товариства Нестора Літописця та членом-засновником і перші роки секретарем Українського наукового товариства у Києві.
Автор праць з історії Лівобережної України XVII—XVIII століть. У Записках Наукового товариства імені Шевченка (тт. 29–31) під криптонімом Л. Ч. появилася його історична розвідка «Україна після 1654 р.» (1899). На основі раніше не використаних джерел (Коденська кн.) написав історію Коліївщини «Очерк Колиивщины по неизданным и изданным документам 1768 и ближайших годов» («Киевская старина», II—VII, 1890, і окреме видання, також укр. переклад як XX т. «Руської Іст. Бібліотеки»); «Правда о Колиивщине польского историка Корзона»; ст. в «Киевской старине»: «Павел Полуботок, полк. черниговский» (1890), «Несколько слов о Правобережной Украине в половине XVIII в.» (1891), рецензії в Записках НТШ, «Правді», «Світлі».
Літературознавець уродженка Києва Лідія Яновська встановила, що серед учнів Шульгіна в Першій київській гімназії, де він викладав російську словесність, були видатні письменники Михайло Булгаков (навчався в гімназії в 1901—1908 рр.) та Костянтин Паустовський (відповідно в 1904—1912 рр.).
Помер 14 (27) листопада 1911 року в Києві, похований на Байковому кладовищі.

## Родина
Старший син Олександр (1889—1960) — член Центральної Ради, генеральний секретар міжнаціональних справ. У 1918 році — посол УНР в Болгарії. Член делегації України на мирній конференції в Парижі. Емігрував. Батько журналіста Ростислава Шульгина.
Син Володимир (1894—1918) — студентський та громадський діяч. Загинув у бою під Крутами.

## Вшанування пам'яті
- 16 грудня 2014 у Кропивницькому з'явилася Вулиця родини Шульгиних, названа не лише на честь Якова, а усієї його героїчної родини.